# Eupithecia

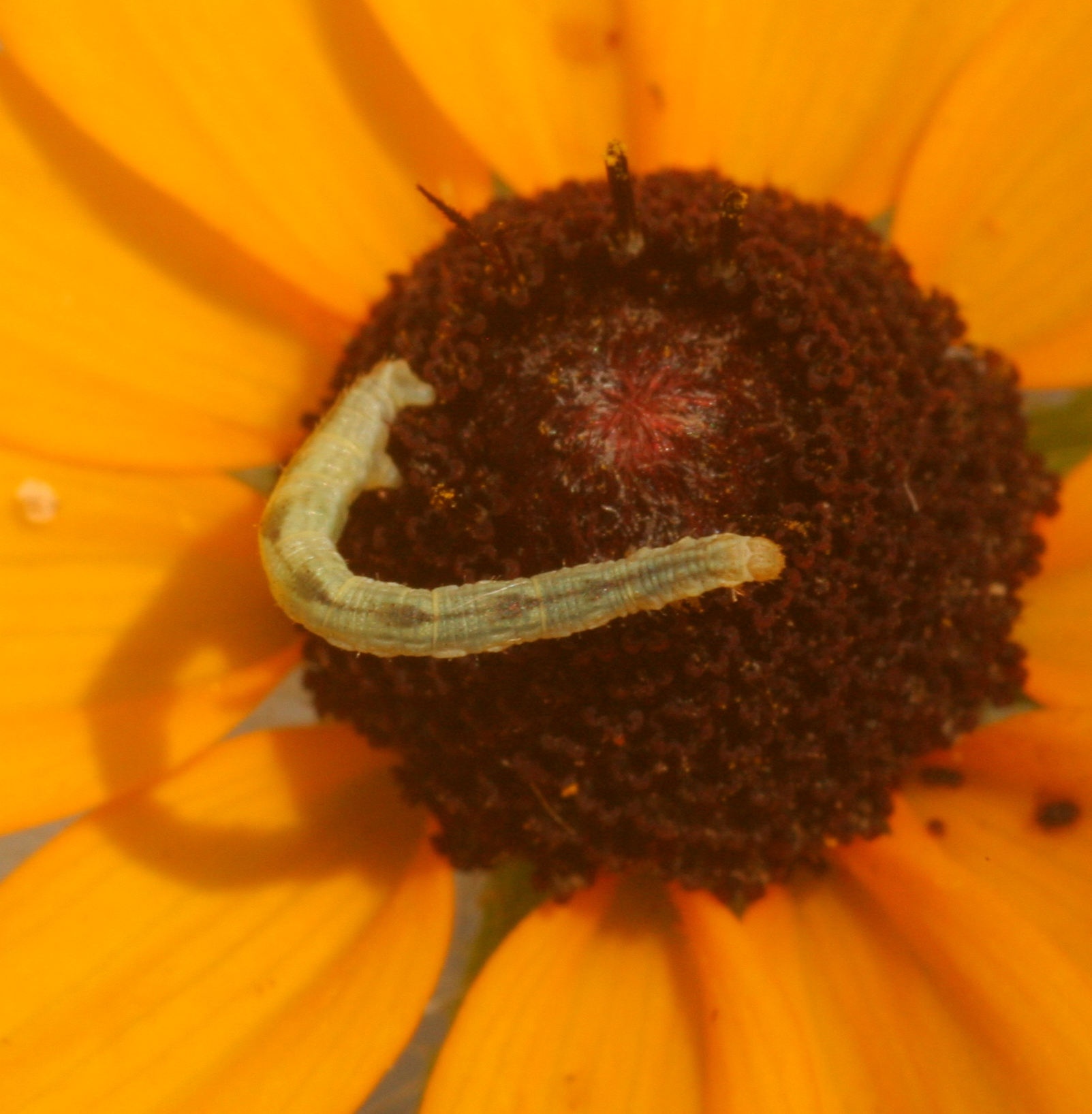
Common pug, Eupithecia miserulata ăn hoa susan mắt đen

Eupithecia là một chi bướm đêm trong họ Geometridae. Có hàng trăm loài được mô tả, phân bố khắp thế giới, loài mới thường xuyên được phát hiện.

## Các loài
Dưới đây là các loài trong tổng số hơn 455 loài.
| - Eupithecia abbreviata – Stephens, 1831 - Eupithecia abietaria – (Goeze, 1781) - Eupithecia absinthiata – (Clerck, 1759) - Eupithecia abundelis Vojnits, 1988 - Eupithecia accurata Staudinger, 1892 - Eupithecia achydaghica Wehrli, 1929 - Eupithecia acosmos Mironov, 1989 - Eupithecia actaeata Walderdorff, 1867 - Eupithecia acutipennis (Hulst, 1898) - Eupithecia addictata Dietze, 1908 - Eupithecia adelpha Vojnits, 1975 - Eupithecia adequata Pearsall, 1910 - Eupithecia adscriptaria Staudinger, 1871 - Eupithecia affinata Pearsall, 1908 - Eupithecia aggregata Guenée, [1858] - Eupithecia agnesata Taylor, 1908 - Eupithecia albertiata Schütze, 1961 - Eupithecia albicapitata Packard, 1876 - Eupithecia albidulata Staudinger, 1892 - Eupithecia albigrisata Pearsall, 1909 - Eupithecia albimontanata McDunnough, 1940 - Eupithecia aliena Vojnits, 1982 - Eupithecia alliaria Staudinger, 1870 - Eupithecia alpinata Cassino, 1927 - Eupithecia amasina Bohatsch, 1893 - Eupithecia ammonata McDunnough, 1929 - Eupithecia amplexata Christoph, 1881 - Eupithecia analoga Diakonoff, 1926 - Eupithecia anemica Viidalepp, 1988 - Eupithecia annulata (Hulst, 1896) - Eupithecia antaggregata Inoue, 1977 - Eupithecia anticaria Walker, 1862 - Eupithecia appendiculata McDunnough, 1946 - Eupithecia arenbergeri Pinker, 1976 - Eupithecia assa Mironov, 1989 - Eupithecia assectata Dietze, 1903 - Eupithecia assimilata – Currant Pug Doubleday, 1856 - Eupithecia barteli Dietze, 1908 - Eupithecia bastelbergeri Dietze, 1910 - Eupithecia behrensata Packard, 1876 - Eupithecia bella Staudinger, 1897 - Eupithecia biedermanata Cassino & Swett, 1922 - Eupithecia biornata Christoph, 1867 - Eupithecia bivittata (Hulst, 1896) - Eupithecia bohatschi Staudinger, 1897 - Eupithecia bolterii (Hulst, 1900) - Eupithecia borealis (Hulst, 1898) - Eupithecia bowmani Cassino & Swett, 1923 - Eupithecia bradorata McDunnough, 1930 - Eupithecia breviculata (Donzel, 1837) - Eupithecia bryanti Taylor, 1906 - Eupithecia bullata (Warren, 1895) - Eupithecia buxata Pinker, 1958 - Eupithecia carissima (Vojnits & de Laever, 1973) - Eupithecia carneata McDunnough, 1946 - Eupithecia carpophagata Staudinger, 1871 - Eupithecia carpophilata Staudinger, 1897 - Eupithecia casloata (Dyar, 1904) - Eupithecia castellata McDunnough, 1944 - Eupithecia catalinata McDunnough, 1944 - Eupithecia catharinae Vojnits, 1969 - Eupithecia cauchiata (Duponchel, 1830) - Eupithecia cazieri Kirkwood, 1961 - Eupithecia centaureata – Lime-Speck Pug (Denis & Schiffermüller, 1775) - Eupithecia cerussaria (Lederer, 1855) - Eupithecia cestata (Hulst, 1896) - Eupithecia cestatoides McDunnough, 1949 - Eupithecia chalikophila Wehrli, 1926 - Eupithecia chesiata Dietze, 1903 - Eupithecia chiricahuata McDunnough, 1944 - Eupithecia chlorofasciata Dietze, 1872 - Eupithecia christophi Mironov, 1988 - Eupithecia cimicifugata Pearsall, 1908 - Eupithecia cingulata Christoph, 1885 - Eupithecia classicata Pearsall, 1909 - Eupithecia clavifera Inoue, 1955 - Eupithecia coagulata Guenée, 1857 - Eupithecia cocciferata Milliére, 1864 - Eupithecia cocoata Pearsall, 1908 - Eupithecia cognizata Pearsall, 1910 - Eupithecia cohorticula Dietze, 1910 - Eupithecia coloradensis (Hulst, 1896) - Eupithecia columbiata (Dyar, 1904) - Eupithecia columbrata McDunnough, 1940 - Eupithecia consortaria Leech, 1897 - Eupithecia conterminata (Lienig & Zeller, 1846) - Eupithecia conviva Dietze, 1903 - Eupithecia cooptata Dietze, 1904 - Eupithecia corroborata Dietze, 1908 - Eupithecia craterias (Meyrick, 1899) - Eupithecia crenata Vojnits, 1975 - Eupithecia cretaceata (Packard, 1874) - Eupithecia cretata (Hulst, 1896) - Eupithecia cretosa Vojnits, 1994 - Eupithecia cucullaria (Rebel, 1901) - Eupithecia cupressata Pearsall, 1910 - Eupithecia daemionata Dietze, 1903 - Eupithecia dechkanata Mironov, 1989 - Eupithecia decipiens Petersen, 1909 - Eupithecia decrepita Vojnits, 1982 - Eupithecia demetana Christoph, 1885 - Eupithecia denotata – Campanula Pug (Hübner, 1813) - Eupithecia denticulata (Treitschke, 1828) - Eupithecia depasta Vojnits, 1994 - Eupithecia deserticola McDunnough, 1946 - Eupithecia despectaria Lederer, 1853 - Eupithecia detritata Staudinger, 1897 - Eupithecia dichroma McDunnough, 1946 - Eupithecia dimidia Vojnits, 1982 - Eupithecia dissertata (Püngeler, 1905) - Eupithecia distinctaria – Thyme Pug Herrich-Schäffer, 1848 - Eupithecia djakonovi Stshetkin, 1956 - Eupithecia dodoneata – Oak Tree Pug Guenée, [1858] - Eupithecia dominaria Stshetkin, 1956 - Eupithecia domogledana Vojnits & Szabo, 1988 - Eupithecia druentiata Dietze, 1902 - Eupithecia dryinombra (Meyrick, 1899) - Eupithecia dzhirgatalensis Viidalepp, 1988 - Eupithecia edna (Hulst, 1896) - Eupithecia egenaria – Pauper Pug Herrich-Schäffer, 1848 - Eupithecia emanata Dietze, 1908 - Eupithecia ericeata (Rambur, 1833) - Eupithecia euxinata Bohatsch, 1893 - Eupithecia exactata Staudinger, 1882 - Eupithecia exiguata – Mottled Pug (Hübner, 1813) - Eupithecia expallidata – Bleached Pug Doubleday, 1856 - Eupithecia extensaria – Scarce Pug (Freyer, 1844) - Eupithecia extraversaria Herrich-Schäffer, 1861 - Eupithecia extremata (Fabricius, 1787) - Eupithecia exudata Pearsall, 1909 - Eupithecia fennoscandica Knaben, 1949 - Eupithecia filmata Pearsall, 1908 - Eupithecia flavigutta (Hulst, 1896) - Eupithecia fletcherata Taylor, 1907 - Eupithecia fraxinata Crewe, 1863 - Eupithecia fredericki Blanchard & Knudson, 1985 - Eupithecia fujisana Inoue, 1980 - Eupithecia fumosa (Hulst, 1896) - Eupithecia fuscicostata Christoph, 1887 - Eupithecia gelidata Möschler, 1860 - Eupithecia gemellata Herrich-Schäffer, 1861 - Eupithecia georgii McDunnough, 1929 - Eupithecia gibsonata Taylor, 1910 - Eupithecia gigantea Staudinger, 1897 - Eupithecia gilata Cassino, 1925 - Eupithecia gilvipennata Cassino & Swett, 1922 - Eupithecia gluptata Dietze, 1903 - Eupithecia goossensiata – Ling Pug Mabille, 1869 - Eupithecia graciliata Dietze, 1908 - Eupithecia graefii (Hulst, 1896) - Eupithecia graphata (Treitschke, 1828) - Eupithecia grata Taylor, 1910 - Eupithecia gratiosata Herrich-Schäffer, 1861 - Eupithecia groenblomi Urbahn, 1969 - Eupithecia gueneata Milliére, 1862 - Eupithecia habermani Viidalepp & Mironov, 1988 - Eupithecia hamleti Wardikjan, 1985 - Eupithecia hangayorum Vojnits, 1988 - Eupithecia hanhami Taylor, 1906 - Eupithecia harrisonata MacKay, 1951 - Eupithecia harveyata Taylor, 1906 - Eupithecia haworthiata – Haworth's Pug Doubleday, 1856 - Eupithecia helena Taylor, 1906 - Eupithecia herefordaria Cassino & Swett, 1923 - Eupithecia herrenschmidti Mentzer & Moberg, 1992 - Eupithecia hilariata Dietze, 1908 - Eupithecia hohokamae Rindge, 1963 - Eupithecia holti Viidalepp, 1973 - Eupithecia homogrammata Dietze, 1908 - Eupithecia huachuca Grossbeck, 1908 - Eupithecia hundamoi Vojnits, 1978 - Eupithecia hysterica Vojnits, 1988 - Eupithecia icterata – Tawny Speckled Pug (Villers, 1789) - Eupithecia illaborata Dietze, 1903 - Eupithecia immundata (Lienig & Zeller, 1846) - Eupithecia implorata (Hulst, 1896) - Eupithecia impurata (Hübner, 1813) - Eupithecia inconspicuata Bohatsch, 1893 - Eupithecia inculta Vojnits, 1975 - Eupithecia indigata – Ochreous Pug (Hübner, 1813) - Eupithecia indistincta Taylor, 1910 - Eupithecia inexplicabilis Vojnits, 1982 - Eupithecia ingrata Vojnits, 1981 - Eupithecia innotata – Angle-Barred Pug (Hufnagel, 1767) - Eupithecia insigniata – Pinion-Spotted Pug (Hübner, 1790) - Eupithecia insignioides Wehrli, 1923 - Eupithecia insolabilis (Hulst, 1900) - Eupithecia interpunctaria Inoue, 1979 - Eupithecia intricata – Freyer's Pug (Zetterstedt, 1839) - Eupithecia inturbata – Maple Pug (Hübner, 1817) - Eupithecia irriguata – Marbled Pug (Hübner, 1813) - Eupithecia jaani Mironov, 1989 - Eupithecia jejunata McDunnough, 1949 - Eupithecia joanata Cassino & Swett, 1922 - Eupithecia johnstoni McDunnough, 1946 - Eupithecia kannaskata MacKay, 1951 - Eupithecia karadaghensis Mironov, 1988 - Eupithecia karakasykensis Viidalepp, 1988 - Eupithecia karenae Leuschner, 1966 - Eupithecia kobayashii Inoue, 1980 - Eupithecia kondarana Viidalepp, 1988 - Eupithecia kopetdaghica Mironov, 1989 - Eupithecia kostjuki Mironov, 1989 - Eupithecia kozlovi Viidalepp, 1973 - Eupithecia kruusi Viidalepp, 1988 - Eupithecia kuldschaensis Staudinger, 1892 - Eupithecia kunzi Pinker, 1976 - Eupithecia kurilensis Bryk, 1942 - Eupithecia lachrymosa (Hulst, 1900) - Eupithecia lacteolata Dietze, 1906 - Eupithecia lanceata (Hübner, 1825) - Eupithecia laquaearia Herrich-Schäffer, 1848 - Eupithecia lariciata – Larch Pug (Freyer, 1842) - Eupithecia lentiscata Mabille, 1869 - Eupithecia leptogrammata Staudinger, 1882 - Eupithecia liguriata Milliére, 1884 - Eupithecia limbata Staudinger, 1879 - Eupithecia linariata – Toadflax Pug (Denis & Schiffermüller, 1775) - Eupithecia linariatoides Mironov, 1989 - Eupithecia lindti Viidalepp, 1988 - Eupithecia lithographata Christoph, 1887 - Eupithecia litoris McDunnough, 1946 - Eupithecia longidens (Hulst, 1896) - Eupithecia longipalpata Packard, 1876 - Eupithecia luteata Packard, 1867 - Eupithecia lvovskyi Mironov, 1988 - Eupithecia macdunnoughi Rindge, 1952 | - Eupithecia macrocarpata McDunnough, 1944 - Eupithecia maestosa (Hulst, 1896) - Eupithecia maleformata (Warren, 1895) - Eupithecia mandschurica Staudinger, 1897 - Eupithecia marginata Staudinger, 1892 - Eupithecia marnoti Viidalepp, 1988 - Eupithecia massiliata Milliére, 1865 - Eupithecia mekrana Brandt, 1941 - Eupithecia memorata Mironov, 1988 - Eupithecia mesogrammata Dietze, 1910 - Eupithecia miamata Cassino, 1925 - Eupithecia millefoliata – Yarrow Pug Rössler, 1866 - Eupithecia millesima Vojnits, 1994 - Eupithecia mima Mironov, 1989 - Eupithecia minibursae Vojnits, 1973 - Eupithecia minusculata Alphéraky, 1882 - Eupithecia miserulata Grote, 1863 - Eupithecia misturata (Hulst, 1896) - Eupithecia moecha Dietze, 1903 - Eupithecia monacheata Cassino & Swett, 1922 - Eupithecia monticolans Butler, 1881 - Eupithecia morosa Vojnits, 1976 - Eupithecia multiscripta (Hulst, 1896) - Eupithecia multistrigata (Hulst, 1896) - Eupithecia mutata Pearsall, 1908 - Eupithecia myoma Vojnits, 1988 - Eupithecia mystiata Cassino, 1925 - Eupithecia mystica Vojnits, 1988 - Eupithecia nabokovi McDunnough, 1946 - Eupithecia nanata – Narrow-Winged Pug (Hübner, 1813) - Eupithecia neomexicana McDunnough, 1946 - Eupithecia neosatyrata Inoue, 1979 - Eupithecia nephelata Staudinger, 1896 - Eupithecia nevadata Packard, 1871 - Eupithecia nimbicolor (Hulst, 1896) - Eupithecia nimbosa (Hulst, 1896) - Eupithecia niphadophilata (Dyar, 1904) - Eupithecia niphoreas (Meyrick, 1899) - Eupithecia niveifascia (Hulst, 1898) - Eupithecia nobilitata Staudinger, 1882 - Eupithecia ochridata Schütze & Pinker, 1968 - Eupithecia ochrovittata Christoph, 1887 - Eupithecia olgae Mironov, 1986 - Eupithecia olivacea Taylor, 1906 - Eupithecia olympica Tuleschkov, 1951 - Eupithecia omnigera Vojnits, 1982 - Eupithecia omniparens Dietze, 1908 - Eupithecia opistographata Dietze, 1906 - Eupithecia orana (Dietze, 1910) - Eupithecia orichloris Meyrick, 1899 - Eupithecia ornata (Hulst, 1896) - Eupithecia orphnata Petersen, 1909 - Eupithecia owenata McDunnough, 1944 - Eupithecia oxycedrata (Rambur, 1833) - Eupithecia palmata Cassino & Swett, 1922 - Eupithecia palpata Packard, 1873 - Eupithecia pamiri Vojnits, 1988 - Eupithecia pamirica Viidalepp, 1988 - Eupithecia pantellata Milliére, 1875 - Eupithecia parallelaria Bohatsch, 1893 - Eupithecia paupera Vojnits, 1982 - Eupithecia pauxillaria (Boisduval, 1840) - Eupithecia peckorum Heitzman & Enns, 1977 - Eupithecia penumbrata (Pearsall, 1912) - Eupithecia perfusca (Hulst, 1898) - Eupithecia pernotata Guenée, [1858] - Eupithecia persimulata McDunnough, 1938 - Eupithecia persuastrix Mironov, 1990 - Eupithecia pertusata McDunnough, 1938 - Eupithecia petrensis Mironov, 1989 - Eupithecia pfeifferi Wehrli, 1929 - Eupithecia phaeocausta (Meyrick 1899) - Eupithecia phoeniceata – Cypress Pug (Rambur, 1834) - Eupithecia phyllisae Rindge, 1963 - Eupithecia piccata Pearsall, 1910 - Eupithecia pimpinellata– Pimpinel Pug (Hübner, 1813) - Eupithecia pinata Cassino, 1925 - Eupithecia pinkeri Mironov, 1990 - Eupithecia placidata Taylor, 1908 - Eupithecia cây mậnasata McDunnough, 1946 - Eupithecia cây mậnbeolata – Lead-Colored Pug (Haworth, 1809) - Eupithecia ponderata Dietze, 1906 - Eupithecia praealta Wehrli, 1926 - Eupithecia praepupillata Wehrli, 1927 - Eupithecia praesignata Bohatsch, 1893 - Eupithecia prasinombra (Meyrick, 1899) - Eupithecia pretansata Grossbeck, 1908 - Eupithecia procera Vojnits, 1982 - Eupithecia proprivata Vojnits, 1982 - Eupithecia prostrata McDunnough, 1938 - Eupithecia proterva Butler, 1878 - Eupithecia pseudassimilata Viidalepp & Mironov, 1988 - Eupithecia pseudosatyrata Djakonov, 1929 - Eupithecia pseudotsugata MacKay, 1951 - Eupithecia puengeleri Dietze, 1913 - Eupithecia pulchellata – Foxglove Pug Stephens, 1831 - Eupithecia purpurissata Grossbeck, 1908 - Eupithecia pusillata – Juniper Pug (Denis & Schiffermüller, 1775) - Eupithecia pygmaeata – Marsh Pug (Hübner, 1799) - Eupithecia pyreneata Mabille, 1871 - Eupithecia quakerata Pearsall, 1909 - Eupithecia quercetica Prout, 1938 - Eupithecia ravocostaliata Packard, 1876 - Eupithecia rebeli Bohatsch, 1893 - Eupithecia recens Dietze, 1903 - Eupithecia redingtonia McDunnough, 1946 - Eupithecia regina Taylor, 1906 - Eupithecia reisserata Pinker, 1976 - Eupithecia relaxata Dietze, 1908 - Eupithecia relictata Dietze, 1903 - Eupithecia remmi Viidalepp, 1988 - Eupithecia repentina Vojnits & de Laever, 1978 - Eupithecia rhodopyra (Meyrick, 1899) - Eupithecia rindgei McDunnough, 1949 - Eupithecia rivosulata Dietze, 1875 - Eupithecia rosmarinata Milliére, 1865 - Eupithecia rotundopuncta Packard, 1871 - Eupithecia rubellata Dietze, 1903 - Eupithecia rubeni Viidalepp, 1976 - Eupithecia russeliata Swett, 1908 - Eupithecia sabulosata McDunnough, 1944 - Eupithecia saisanaria Staudinger, 1882 - Eupithecia santolinata Mabille, 1871 - Eupithecia sardoa Dietze, 1910 - Eupithecia satyrata – Satyr Pug (Hübner, 1813) - Eupithecia scabrogata Pearsall, 1912 - Eupithecia scalptata Christoph, 1885 - Eupithecia schiefereri Bohatcsh, 1893 - Eupithecia scoparia (Rambur, 1833) - Eupithecia scoriodes (Meyrick, 1899) - Eupithecia scortillata Dietze, 1903 - Eupithecia scribai Prout, 1939 - Eupithecia segregata Pearsall, 1910 - Eupithecia selinata Herrich-Schäffer, 1861 - Eupithecia semigraphata Bruand, 1850 - Eupithecia separata Staudinger, 1879 - Eupithecia serenata Staudinger, 1895 - Eupithecia sewardata Bolte, 1977 - Eupithecia shachdarensis Viidalepp, 1988 - Eupithecia sheppardata McDunnough, 1938 - Eupithecia shirleyata Cassino & Swett, 1922 - Eupithecia sierrae (Hulst, 1896) - Eupithecia silenata Assmann, 1848 - Eupithecia silenicolata Mabille, 1867 - Eupithecia simpliciata – Plain Pug (Haworth, 1809) - Eupithecia sinuata McDunnough, 1946 - Eupithecia sinuosaria (Eversmann, 1848) - Eupithecia slossonata McDunnough, 1949 - Eupithecia solianikovi Viidalepp, 1988 - Eupithecia sophia Butler, 1878 - Eupithecia spadiceata Zerny, 1933 - Eupithecia spadix Inoue, 1955 - Eupithecia spermaphaga (Dyar, 1917) - Eupithecia sperryi McDunnough, 1939 - Eupithecia spissilineata (Metzner, 1846) - Eupithecia staurophragma (Meyrick, 1899) - Eupithecia stellata (Hulst, 1896) - Eupithecia stigmaticata Christoph, 1885 - Eupithecia strattonata Packard, 1873 - Eupithecia stypheliae (Swezey, 1948) - Eupithecia subapicata Guenée, 1857 - Eupithecia subbreviata Staudinger, 1897 - Eupithecia subcolorata (Hulst, 1898) - Eupithecia subdeverrata Vojnits, 1975 - Eupithecia subfenestrata Staudinger, 1892 - Eupithecia subfuscata – Grey Pug (Haworth, 1809) - Eupithecia sublata Vojnits, 1994 - Eupithecia subomnigera Vojnits, 1988 - Eupithecia suboxydata Staudinger, 1897 - Eupithecia subpulchrata Alphéraky, 1882 - Eupithecia subsequaria Herrich-Schäffer, 1852 - Eupithecia subumbrata – Shaded Pug (Denis & Schiffermüller, 1775) - Eupithecia subvirens Dietze, 1875 - Eupithecia succenturiata – Bordered Pug (Linnaeus, 1758) - Eupithecia sutiliata Christoph, 1876 - Eupithecia swettii Grossbeck, 1907 - Eupithecia tabidaria Inoue, 1955 - Eupithecia takao Inoue, 1955 - Eupithecia tantillaria – Dwarf Pug Boisduval, 1840 - Eupithecia tantilloides Inoue, 1958 - Eupithecia tarapaca Rindge, 1989 - Eupithecia tenuata Hulst, 1880 - Eupithecia tenuiata – Slender Pug (Hübner, 1813) - Eupithecia terminata Taylor, 1908 - Eupithecia terrenata Dietze, 1903 - Eupithecia terrestrata McDunnough, 1944 - Eupithecia thalictrata (Püngeler, 1902) - Eupithecia thurnetana Schütze, 1958 - Eupithecia tonu Viidalepp, 1988 - Eupithecia transacta Vojnits, 1982 - Eupithecia transalaiensis Viidalepp, 1988 - Eupithecia transcanadata MacKay, 1951 - Eupithecia tribunaria Herrich-Schäffer, 1852 - Eupithecia tricolorata Cassino, 1927 - Eupithecia tricornuta Inoue, 1980 - Eupithecia tripunctaria – White-Spotted Pug Herrich-Schäffer, 1852 - Eupithecia trisignaria – Triple-Spotted Pug Herrich-Schäffer, 1848 - Eupithecia tshimganica Viidalepp, 1988 - Eupithecia tshimkentensis Viidalepp, 1988 - Eupithecia tsushimensis Inoue, 1980 - Eupithecia turkmena Mironov, 1989 - Eupithecia uinta Rindge, 1956 - Eupithecia ultimaria – Channel Islands Pug Boisduval, 1840 - Eupithecia undata (Freyer, 1840) - Eupithecia unedonata (Mabiller, 1868) - Eupithecia unicolor (Hulst, 1896) - Eupithecia unitaria Herrich-Schäffer, 1852 - Eupithecia usbeca Viidalepp, 1992 - Eupithecia ussuriensis Dietze, 1910 - Eupithecia usurpata Pearsall, 1909 - Eupithecia vacitina Vojnits, 1982 - Eupithecia valerianata – Valerian Pug (Hübner, 1813) - Eupithecia variostrigata Alphéraky, 1878 - Eupithecia vaucata Dietze, 1903 - Eupithecia venosata – Netted Pug (Fabricius, 1787) - Eupithecia veratraria Herrich-Schäffer, 1850 - Eupithecia vicariata Dietze, 1903 - Eupithecia vicina Mironov, 1989 - Eupithecia viidaleppi Vojnits, 1981 - Eupithecia vinsullata MacKay, 1951 - Eupithecia virgaureata– Golden-Rod Pug Doubleday, 1861 - Eupithecia vitreotata Cassino, 1927 - Eupithecia vulgata – Common Pug Haworth, 1809 - Eupithecia wehrlii Wagner, 1931 - Eupithecia wettsteini Vojnits, 1974 - Eupithecia woodgatata (Cassino & Swett, 1923) - Eupithecia zelmira Swett & Cassino, 1920 - Eupithecia zibellinata Christoph, 1881 - Eupithecia zygadeniata Pack, 1876 |